# Hakea oligoneura
Hakea oligoneura är en tvåhjärtbladig växtart som beskrevs av K.A.Sheph. & R.M.Barker. Hakea oligoneura ingår i släktet Hakea och familjen Proteaceae. Inga underarter finns listade i Catalogue of Life.